# High Level Shading Language
High Level Shading Language (HLSL) ist eine für DirectX entwickelte Programmiersprache, die für die Programmierung von Shader-Bausteinen eingesetzt wird. Gelegentlich wird auch die gesamte Gruppe der höheren Programmiersprachen für Shader als HLSL bezeichnet. 

## Aufgabe
Unter „Shading“ versteht die Computergrafik die Veränderung einzelner Vertices bzw. Fragmente innerhalb der Grafikpipeline. Dabei wird möglichst hardwarenah gearbeitet, was lange die Verwendung von Assembler nötig machte. Die Programmierung mit Assembler ist jedoch recht unpraktisch, fehleranfällig und vom Hardwarehersteller abhängig. Diesen Umstand sollen High Level Shading Languages beheben. Sie stellen hochsprachliche Strukturen zur Verfügung, die die Programmierung vereinfachen und damit dem Programmierer ermöglichen, sich auf sein Ziel zu konzentrieren. Ein Compiler übersetzt den Code der Hochsprache in Maschinensprache für den Grafikprozessor. Die DirectX-spezifische Hochsprache HLSL wird zur Laufzeit der Applikation von der DirectX-Bibliothek mit Hilfe des Grafiktreibers in die für die aktuelle Grafikhardware geeignete Assemblersprache übersetzt. Unterschiedliche Shader für Nvidia- oder ATI/AMD-Grafikkarten sind damit nicht mehr notwendig. 

## Sprach-Elemente
HLSL bietet keine OOP-Ansätze wie andere Sprachen. Es ist stark an C orientiert, stellt aber für die Shader-Programmierung optimierte Datentypen und Operationen zur Verfügung.

### Globale Shader-Parameter
Parameter, die an einen Shader übergeben werden, stehen in HLSL global im kompletten Code zur Verfügung. Sie werden außerhalb von Methoden oder Structs geschrieben, meist zu Beginn des Codes.
```
 
float4x4
 
world
;
 
// Definiert eine 4x4-Fließkomma-Matrix, hier die Welt-Matrix 

 
float4x4
 
worldViewProj
;
 
// Die Welt-View-Projektionsmatrix, gerechnet als World*View*Proj.

 
float3
 
lightDir
;
 
// Ein 3-Element Vektor. 

 
float4
 
LightColor
 
=
 
{
0.5
,
 
0.5
,
 
0.5
,
 
1
};
 
// Lichtfarbe (Vektor mit vordefiniertem Wert)

 
float4
 
Ambient
 
=
 
{
0.5
,
 
0.5
,
 
0.5
,
 
1
};
 
// Lichtfarbe des Umgebungslichtes

 
float4
 
LightDir
 
=
 
{
0
,
 
0
,
 
-1
,
 
0
};
 
// Richtung des Sonnenlichtes (hier: Senkrecht von oben)

 
texture2D
 
Tex0
;
 
// Eine Textur

 
SamplerState
 
DefaultSampler
 
// Der "Sampler" definiert die Parameter für das Texture-Mapping

 
{

     
filter
 
=
 
MIN_MAG_MIP_LINEAR
;
 
// Interpolationsfilter für Texturstreckung 

     
AddressU
 
=
 
Clamp
;
 
// Texturkoordinaten ausserhalb [0..1] beschneiden

     
AddressV
 
=
 
Clamp
;

 
};

```

Für die Bedeutung der obigen Matrizen siehe den Artikel Grafikpipeline. 

### Eingabe und Ausgabe des Vertex-Shaders
Statt jeden Parameter einzeln in die Parameterliste einer Shader-Methode zu schreiben, sind in der Praxis einheitliche Structs üblich. Dies spart Schreibarbeit und schafft mehr Übersichtlichkeit. Im Prinzip können beliebige Werte und Vektoren mit der Eingabestruktur übergeben werden, eine Position ist aber fast immer dabei. 
```
 
// Eingabe für den Vertex-Shader. 

 
struct
 
MyShaderIn

 
{

     
float4
 
Position
 
:
 
POSITION
;
 
// Dem Compiler wird bekannt gegeben, was die Variable "bedeutet". Hier: Das ist eine Position

     
float4
 
Normal
 
:
 
NORMAL0
;
 
// Die Vertex-Normale, wird für die Beleuchtung verwendet

     
float2
 
TexCoords
 
:
 
TEXCOORD0
;
 
// Texturkoordinaten

 
}

 
struct
 
MyShaderOut

 
{

     
float4
 
Position
 
:
 
POSITION
;

     
float4
 
TexCoords
 
:
 
TEXCOORD0
;

     
float4
 
Normal
 
:
 
TEXCOORD1
;

 
}

```

Der „In-Struct“ gibt die Datenstruktur an, wie sie vom Drahtgittermodell an den Shader gereicht wird, also an den VertexShader. Dieser verarbeitet die Daten und gibt einen „Out-Struct“ als Rückgabetyp zurück. Dieser wird dann an den PixelShader weitergereicht, der am Ende nur noch einen float4 oder ähnliches zurückgibt, mit der endgültigen Pixelfarbe.

### Vertex/Pixel Shader Methode
Für Vertex-Shader und Pixel-Shader muss eine Methode vorhanden sein. Diese nimmt eine Datenstruktur auf und verarbeitet sie entsprechend. Der Vertex-Shader wird einmal für jeden Vertex aufgerufen, der Pixel-Shader einmal pro zu renderndem Texturpixel.
```
 
MyShaderOut
 
MyVertexShader
(
MyShaderIn
 
In
)

 
{

     
MyShaderOut
 
Output
 
=
 
(
MyShaderOut
)
0
;

     
// Die nächste Zeile ist die Projektionsmultiplikation. Sie multipliziert die Position des aktuellen Punktes mit

     
// der aus Welt-, Kamera- und Projektionsmatrix kombinierten 4x4-Matrix, um die Bildschirmkoordinaten zu erhalten

     
Output
.
Position
 
=
 
mul
(
In
.
Position
,
 
WorldViewProj
);
 

     
Output
.
TexCoords
 
=
 
In
.
TexCoords
;
 
// Texturkoordinaten werden in diesem einfachen Beispiel einfach durchgereicht

     
Output
.
Normal
 
=
 
normalize
(
mul
(
In
.
Normal
,
 
(
float3x3
)
World
));
 
// Die Normale wird rotiert

     
return
 
Output
;

 
}

 
// Eine Hilfsfunktion

 
float
 
DotProduct
(
float3
 
lightPos
,
 
float3
 
pos3D
,
 
float3
 
normal
)

 
{

     
float3
 
lightDir
 
=
 
normalize
(
pos3D
 
-
 
lightPos
);

     
return
 
dot
(
-
lightDir
,
 
normal
);
    

 
}

  
// Der Pixel-Shader gibt als Rückgabewert lediglich eine Farbe (ggf. mit Alpha) zurück

 
float4
 
MyPixelShader
(
MyShaderIn
 
In
)
:
 
COLOR0

 
{

     
// Beleuchtungsstärke der Fläche (Das Skalarprodukt aus negativem Lichtvektor und 

     
// Normalvektor der Fläche ist > 0 wenn die Fläche der Lichtquelle zugewandt ist)

     
float
 
sunLight
 
=
 
dot
((
float3
)
-
LightDir
,
 
In
.
Normal
);
 

     
float4
 
sunLightColor
 
=
 
float4
(
sunLight
,
 
sunLight
,
 
sunLight
,
 
1
);
 
// Den Alphakanal setzen

     
sunLightColor
 
*=
 
LightColor
;
 
// Die Lichtfarbe anbringen

     
sunLightColor
 
=
 
saturate
(
sunLightColor
);
 
// Die Farbwerte auf [0..1] beschneiden

     
// Die Texturfarbe an der zu zeichnenden Stelle abholen. Um die Interpolation der Texturkoordinaten 

     
// brauchen wir uns nicht zu kümmern, das übernehmen Hardware und Compiler. 

     
float4
 
baseColor
 
=
 
Tex0
.
Sample
(
DefaultSampler
,
 
In
.
TexCoords
);

     
float4
 
brightnessColor
 
=
 
baseColor
*
(
sunLightColor
 
+
 
Ambient
);
 
// Helligkeit und Kontrast einrechnen

     
brightnessColor
 
=
 
(
brightnessColor
 
+
 
OffsetBrightness
)
 
*
 
(
1.0
 
+
 
OffsetContrast
);

     
return
 
brightnessColor
;

 
}

```

### Geometrie-Shader
Die Implementierung eines Geometry-Shaders ist optional und ermöglicht es, ein Primitiv auf 0 bis n neue Primitive abzubilden. Die Art der Ausgabe-Primitive sowie die Maximalanzahl der produzierten Vertices muss allerdings zur Übersetzungszeit bekanntgegeben werden. Die Implementierung erfolgt hier prozedural und verwendet eigens dafür eingeführte Datenstrukturen (PointStream<T>, LineStream<T> und TriangleStream<T>).
Weiter besteht die Möglichkeit, auch auf die benachbarten Dreiecke und Linien zuzugreifen. Dies kann mit Hilfe der Input-Modifier trianglead und lineadj erreicht werden. Typische Anwendungen für Geometry-Shader sind die Generierung von Point-Sprites und das Rendern in CubeMap-Texturen. Hier ein einfacher Geometry-Shader, der jedes Dreieck, auf das er angewandt wird, zu seinen Schwerpunkt hin verkleinert:
```
 
[
maxvertexcount
(
3
)]

 
void
 
GS
(
triangle
 
MyShaderOut
[
3
]
 
input
,
 
inout
 
TriangleStream
<
MyShaderOut
>
 
OutputStream
)

 
{

     
MyShaderOut
 
point
;

     
float4
 
centroid
 
=
 
(
input
[
0
].
Position
 
+
 
input
[
1
].
Position
 
+
 
input
[
2
].
Position
)
 
/
 
3.0
;

     
point
 
=
 
input
[
0
];

     
point
.
Position
 
=
 
lerp
(
centroid
,
 
input
[
0
].
Position
,
 
0.9
);

     
OutputStream
.
Append
(
point
);

     
point
 
=
 
input
[
1
];

     
point
.
Position
 
=
 
lerp
(
centroid
,
 
input
[
1
].
Position
,
 
0.9
);

     
OutputStream
.
Append
(
point
);

     
point
 
=
 
input
[
2
];

     
point
.
Position
 
=
 
lerp
(
centroid
,
 
input
[
2
].
Position
,
 
0.9
);

     
OutputStream
.
Append
(
point
);

     
OutputStream
.
RestartStrip
();

 
}

```

### Techniken
Zuletzt müssen die definierten Methoden in Form von Techniken und Durchläufen zugeordnet werden, damit sie vom Compiler entsprechend umgesetzt werden. Die Syntax der Shader hat sich mit DirectX 10 geringfügig geändert, daher wird die Zielversion auch bei der Technik nochmal explizit angegeben.
```
 
technique10
 
MyTechnique
 
// Für DirectX 10+

 
{

     
pass
 
Pass0

     
{

         
VertexShader
 
=
 
compile
 
vs_4_0
 
MyVertexShader
();

         
PixelShader
 
=
 
compile
 
ps_4_0
 
MyPixelShader
();

     
}

 
}

```

## Alternativen
- RenderMan (Shading Language der Pixar Animation Studios)
- CG (C für Grafik)
- OpenGL Shading Language
- OpenGL ES Shading Language